# Yunmenshan
Yunmenshan (kinesiska: 云门山街道, 云门山) är en socken i Kina. Den ligger i provinsen Shandong, i den östra delen av landet, omkring 130 kilometer öster om provinshuvudstaden Jinan. Antalet invånare är 103 166. Befolkningen består av 52 278 kvinnor och 50 888 män. Barn under 15 år utgör 15,0 %, vuxna 15-64 år 76 %, och äldre över 65 år 8,0 %.
Genomsnittlig årsnederbörd är 733 millimeter. Den regnigaste månaden är juli, med i genomsnitt 262 mm nederbörd, och den torraste är januari, med 9 mm nederbörd.